# Premi Akatsuka
El Premi Akatsuka és el nom d'un premi semi-anual presentat per l'editorial japonesa Shueisha (集英社) com un premi de manga humorístic. El premi s'ha donat des de 1974 i té com a objectiu premiar a artistes o nous mangakes a la categoria de Manga humorístic. El seu homòleg d'adjudicació, el Premi Tezuka, premia als nous mangakes en la categoria de Manga Història. Notables són els guanyadors i participants Takeshi Okan, Kazumata Oguri, Mitsutoshi Shimabukuro, Norihiro Yagi i Yusuke Murata. El premi porta el nom de Fujio Akatsuka, un dels més exitosos artistes manga en l'art del gag.